# Șerban Pavlu
Șerban Pavlu (ur. 29 czerwca 1975 w Bukareszcie) – rumuński aktor filmowy i teatralny.
Zwrócił na siebie uwagę dzięki udziałowi w filmach "rumuńskiej nowej fali", m.in. Śmierć pana Lăzărescu (2005) Cristiego Puiu czy Japoński piesek (2013) Tudora Cristiana Jurgiu. Zdobył Nagrodę Gopo dla najlepszego rumuńskiego aktora za rolę główną w filmie Wszyscy w naszej rodzinie (2012) w reżyserii Radu Judego. Z reżyserem tym stale współpracuje, grając m.in. w filmach Najszczęśliwsza dziewczyna na świecie (2009), Aferim! (2015), Zabliźnione serca (2016) i Nie obchodzi mnie, czy przejdziemy do historii jako barbarzyńcy (2018).